# Network (film)
Network är en amerikansk satirisk dramafilm från 1976, i regi av Sidney Lumet. Filmen blev fyrfaldigt Oscarbelönad.

## Handling
När tittarsiffrorna för åldrande nyhetsuppläsaren Howard Beale (Peter Finch) går neråt hotas han med uppsägning, och i desperat tillstånd meddelar han i direktsändning på TV att han planerar ta sitt liv, men hans tal går hem hos tittarna och blir åter intressant för kanalen som ger honom ett nytt program där han talar om sina sanningar för det amerikanska folket. Det nya programmet blir en stor succé men när han börjar attackera den egna kanalen får företagsledarna stora problem.

## Rollista
| Faye Dunaway      | – Diana Christensen    |
| William Holden    | – Max Schumacher       |
| Peter Finch       | – Howard Beale         |
| Robert Duvall     | – Frank Hackett        |
| Wesley Addy       | – Nelson Chaney        |
| Ned Beatty        | – Arthur Jensen        |
| Beatrice Straight | – Louise Schumacher    |
| Jordan Charney    | – Harry Hunter         |
| Lane Smith        | – Robert McDonough     |
| Marlene Warfield  | – Laureen Hobbs        |
| Conchata Ferrell  | – Barbara Schlesinger  |
| Carolyn Krigbaum  | – Maxs sekreterare     |
| Arthur Burghardt  | – Den store Ahmet Khan |
| Cindy Grover      | – Caroline Schumacher  |
| Darryl Hickman    | – Bill Herron          |
| Lee Richardson    | – Berrättarröst        |

## Utmärkelser
Network vann totalt fyra Oscars vid 1977 års gala, där den nominerats i totalt tio kategorier. Tre av dem var för skådespelarinsatser (Peter Finch, Faye Dunaway och Beatrice Straight) och det fjärde för bästa manus (Paddy Chayefsky). Peter Finch mottog sitt pris postumt, då han avled i en hjärtattack i januari 1977.